# Robert Kajanus
Robert Kajanus (Helsingfors, 2 de diciembre de 1856 – ídem, 6 de julio de 1933) fue un compositor y director de orquesta finlandés de música sinfónica. Fue el compositor finlandés más destacado hasta la llegada de Jean Sibelius.

## Vida
Kajanus nació el 2 de diciembre de 1856 en Helsingfors, que entonces formaba parte del Imperio ruso y hoy es Helsinki en Finlandia. Estudió teoría musical y composición con Richard Faltin y violín con Gustav Niemann en su ciudad natal. Al igual que otros músicos fineses prestigiosos de la época, completó sus estudios en el extranjero. Entre 1877 y 1882 estudió en París con Carl Reinecke, Salomon Jadassohn y Hans Richter, en Leipzig y con Johan Svendsen, uno de los grandes compositores nórdicos. 

## Carrera

### Como director de orquesta
Empezó a trabajar en Dresde en los años inmediatamente posteriores a su graduación. En 1878 debutó como director de orquesta en Helsinki, donde defendió destacadamente la obra de Jean Sibelius Leevi Madetoja.
Al regresar a Finlandia en 1882 funda la Sociedad Orquestal de Helsinki, cuya orquesta fue la primera estable en la capital finesa (y la primera profesional de los países nórdicos), que se convirtió posteriormente en la Orquesta Filarmónica de Helsinki (1924). Llevó la orquesta a un nivel muy alto de rendimiento con gran rapidez. Kajanus lideró la Filarmónica de Helsinki durante 50 años, hasta el final de sus días. 
En 1897 disputó con Sibelius un puesto de director musical de la Universidad de Helsinki (una cátedra de enseñanza), que obtuvo y al que se consagró hasta 1926, un período en el que tuvo un gran impacto en la educación musical en su país natal.
También fue fundador del Nordic Music Festival en 1919, cuya primera edición se celebró en Copenhague con la presencia de Jean Sibelius , Johan Halvorsen, Georg Høeberg, Frederik Schnedler-Petersen, Wilhelm Stenhammar, Karin Bronzell, Erkki Melartin y Carl Nielsen. Recibió numerosas condecoraciones y reconocimientos, incluyendo la Legión de Honor francesa.
En 1930 y 1932 viaja hasta Reino Unido para realizar una serie de grabaciones con sinfonías (una proyectada integral que dejaría incompleta) y otras piezas orquestales de Sibelius que permanecerían como testimonio de autenticidad y de absoluto conocimiento de la estética y las intenciones del autor.
Kajanus es el origen de una familia muy relacionada con la música. Fue padre de los arpistas Lilly Kajanus-Blenner (1885-1963) y Aino Kajanus-Mangström (1888-1951) y del violinista Kaj Kajanus (1908-1994); abuelo de Johanna Kajanus, una galardonada escultora fino-noruega; y tatarabuelo del músico de pop y compositor Georg Kajanus, que fue famoso durante un tiempo en Gran Bretaña con su banda Sailor que alcanzó cierto éxito a mediados de la década de 1970.

#### Kajanus y Sibelius
Kajanus tuvo un decisivo impacto en el desarrollo de la carrera de Jean Sibelius. Fue considerado una autoridad en la interpretación de la música de Sibelius. La relación de Robert Kajanus con Jean Sibelius fue una relación siempre amistosa, aunque llegó a verse comprometida cuando ambos compitieron en 1897 por un puesto de director musical de la Universidad de Helsinki. 
Sin embargo, se reconciliaron para el tour que la orquesta de la Sociedad Orquestal de Helsinki dio por Europa en 1900, donde reaparecieron juntos en la Exposición Universal de París por invitación del gobierno francés. Kullervo, la obra maestra de Sibelius, fue escrita siguiendo la estela del poema sinfónico "Aino" de Kajanus. Además, como director de orquesta, Kajanus fue el responsable de la puesta en marcha una de las obras más populares y perdurables de Sibelius,En Saga, tras el éxito de Kullervo. Cuando Kajanus tomó la Filarmónica de Helsinki por un tour por Europa en 1900, ambos irían como directores de orquesta, en lo que serían las primeras interpretaciones de la obra de Sibelius fuera de Finlandia. Eso aseguró la difusión de la reputación del joven compositor mucho más allá de las fronteras de su patria, el primer compositor finlandés para recibir tal atención.
Kajanus fue el primero en hacer grabaciones de las sinfomias de Sibelius ("Sinfonía nº 1", "Sinfonía nº 2", "Sinfonía nº 3" y "Sinfonía nº 5"). Fueron grabadas a principios de los años 30 del pasado siglo con la Orquesta Sinfónica de Londres.La relación entre Kajanus y Sibelius fue tal, que sus interpretaciones de la música del compositor son generalmente considerados como extraordinariamente cercana a los deseos propios de Sibelius.
Con el despunte de Sibelius como compositor, Kajanus se consagró desde el comienzo a difusión de la música orquestal de Sibelius, siendo su principal intérprete dentro y fuera de Finlandia. Estrenó pocas obras sin embargo, ya que el propio Sibelius solía dirigir las primeras interpretaciones, así como los estrenos finlandeses de trabajos que se habían interpretado por primera vez fuera de Finlandia. 
Además Sibelius le dedicó uno de sus mejores poemas sinfónicos, La hija de Pohjola.

### Como compositor
Kajanus compuso alrededor de 200 obras, de las cuales "Aino" y las "Rapsodias Finlandesas" son las más conocidas. También creó los arreglos orquestales del himno nacional finlandés Maamme (en español Nuestra tierra) y de Porilaisten marssi (en español "La marcha del pueblo de Pori"), la marcha de honor de los Suomen puolustusvoimien (Fuerzas defensivas finlandesas) y, por lo tanto, de facto, la marcha presidencial finesa.
A continuación se reseñan un extracto de las obras de Kajanus, la cual no pretende ser en ningún modo exclusiva ni valorativa de las mismas.

#### Obras para orquesta
- Kullervon surumarssi ("La marcha fúnebre de Kullervo), Op. 3 (1880)
- Dos rapsodias finesas

- "Suomalainen rapsodia" ("Rapsodia finlandesa") no. 1 en Do minor, Op. 5 (1881)
- "Suomalainen rapsodia" ("Rapsodia finlandesa") no. 2 en Fa major (1886)

- "Aino", poema sinfónico con coro masculino final (1885, rev. c.1916)
- "Air élégiaque", violín y orquesta (1887)
- "Sommarminnen"("Recuerdos de verano") (1896)
- "Adagietto", cuerda (1913)
- "Sinfonietta en Si bemol Mayor opus 16" (1915)
- "Obertura sinfónica" (1926)
- "Intermezzo" (1926)
- "Suite ancienne", cuerda (1931)

#### Cámara, piano y otros
- "Impromptu", piano (1875)
- "Fantasía (Nocturno)", piano (1875)
- "Piano Sonata" Sonata para piano(1876)
- "Violin Sonata" Sonata para piano (1876)
- "Sechs Albumblätter", piano (1877)
- "Lyrische Stücke", piezas líricas para piano (1879)
- Dos miniaturas, piano (1912)
- Estudio de concierto, arpa (1914)

#### Coro y orquesta
- "Cantata" (Lidner) (1874)
- "Nouskaa aatteet" (K. Leino) (1898)
- "Kalevala-Hymm" (K. Leino) (1910)

#### Coros a capela
- Sotamarssi (en español, "Marcha de guerra"), coro masculino (1889) con letra de A. Oksanen como marcha de honor de los Suomen ilmavoimat (Fuerza Aérea Finlandesa)[3]
- "Ylioppilaskunnan marssi" (Koskimies)